# شارل موريس تاليران
شارل موريس تاليران واسمه الكامل «شارل موريس تاليران-بريغور» (بالفرنسية: Charles-Maurice de Talleyrand-Périgord)‏ والمعروف اختصاراً بتاليران، سياسي ودبلوماسي وقائد عسكري فرنسي ولد في 2 فبراير 1754 وبها توفي في 17 مايو 1838.
كان يعمل برتبة عليا في نظام لويس السادس عشر، وعمل كذلك خلال الثورة الفرنسية وبعد ذلك تحت حكم نابليون الأول، لويس الثامن عشر، وشارل العاشر، ولويس فيليب. عرف منذ مطلع القرن 19 ببساطة تحت اسم تاليران، وما زالت هذه الشخصية تستقطب اهتمام المؤرخين وتثير الجدل في اوساطهم. البعض أعتبره أحد الدبلوماسيين الأكثر كفاءة ومهارة، ومؤثرا في التاريخ الأوروبي، والبعض يعتقد في المقابل بانه كان خائناً للنظام القديم، وللثورة الفرنسية، ولنابليون. وهو أيضا يعتبر سيئ السمعة لانه ادار ظهره للكنيسة الكاثوليكية بعد التنسيق مع الكهنوت، وبسبب تكريس حكومة الأساقفة.

## تحت حكم نابليون

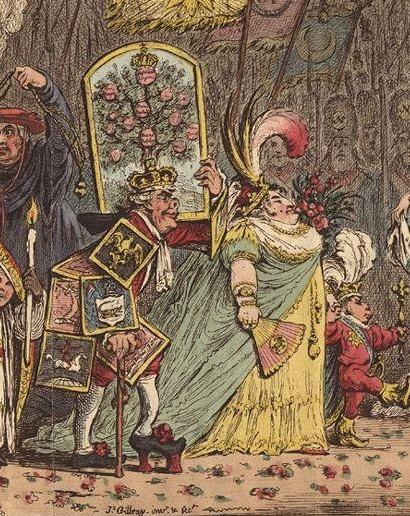
تحت حكم نابوليون

كان لتاليران، إلى جانب شقيق نابليون الأصغر، لوتشيانو بونابرت، دور فعال في انقلاب 18 برومير عام 1799، وإنشاء حكومة القنصلية الفرنسية. سرعان ما عُين تاليران وزيرًا للخارجية من قبل نابليون، مع أنه نادرًا ما وافق على سياسة نابليون الخارجية. حرره البابا من حظر الحرمان الكنسي في ميثاق عام 1801، والذي ألغى أيضًا الدستور المدني لرجال الدين. لعب تاليران دورًا أساسيًا في إتمام معاهدة أميان عام 1802. كان يريد من نابليون أن يحافظ على السلام بعد ذلك، إذ تصور أن فرنسا بلغت أقصى توسعها.
كان تاليران لاعبًا أساسيًا في الوساطة الألمانية. في حين أن معاهدة كامبو فورميو لعام 1797 جردت، على الورق، الأمراء الألمان من أراضيهم الواقعة وراء الضفة اليسرى لنهر الراين، لكنها لم تطبق حتى معاهدة لونيفيل في عام 1801. عندما ضم الفرنسيون هذه الأراضي، اعتقد القادة أن حكام الولايات مثل بادن، وبافاريا، وفورتمبيرغ، وبروسيا، وهيسن، وناسو، الذين فقدوا أراضيهم على الضفة اليسرى، ينبغي أن يحصلوا على أراضي جديدة على الضفة اليمنى من خلال علمنة الولايات الكنسية. قدم العديد من هؤلاء الحكام رشاوى من أجل تأمين أراض جديدة، وجمع تاليران وبعض رفاقه نحو 10 ملايين فرنك في هذه العملية. كانت هذه الضربة الأولى في تدمير الإمبراطورية الرومانية المقدسة.
أجبر نابليون تاليران على الزواج في سبتمبر 1802 من عشيقته القديمة كاثرين غراند (الاسم قبل الزواج وورلي). اشترى تاليران قلعة فالنسي في مايو 1803، بناءً على طلب من نابليون. استخدِم هذا موقع لاحقًا كسجن للملوك الإسبان في 1808-1813، بعد غزو نابليون لإسبانيا.
في مايو 1804 منح نابليون لتاليران لقب غراند تشامبرلين للإمبراطورية. في عام 1806 أصبح أمير بينيفينتو (أو بينيفنت)، وهي إقطاعية بابوية سابقة في جنوب إيطاليا. حمل تاليران اللقب حتى عام 1815 وأدار الإمارة بالتزامن مع مهامه الأخرى.
عارض تاليران المعاملة القاسية للنمسا في صلح برسبورغ لعام 1805 وبروسيا في معاهدات تيليست في عام 1807. في عام 1806، بعد برسبورغ، استفاد كثيرًا من إعادة تنظيم الأراضي الألمانية، هذه المرة في اتحاد نهر الراين. لكن تاليران استبعِد تمامًا من المفاوضات في تيليست. بعد أن فشلت الملكة لويزه ملكة بروسيا في مناشدتها لنابليون لإنقاذ أمتها، بكت وواساها تاليران. أعطاه هذا سمعة طيبة بين نخب الدول الأوروبية خارج فرنسا.

## معرض صور

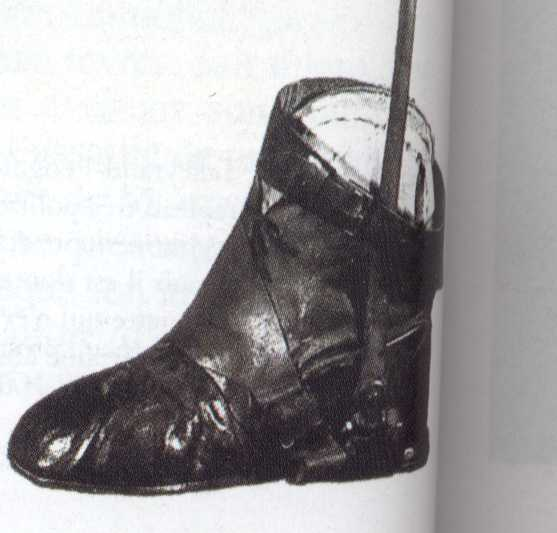
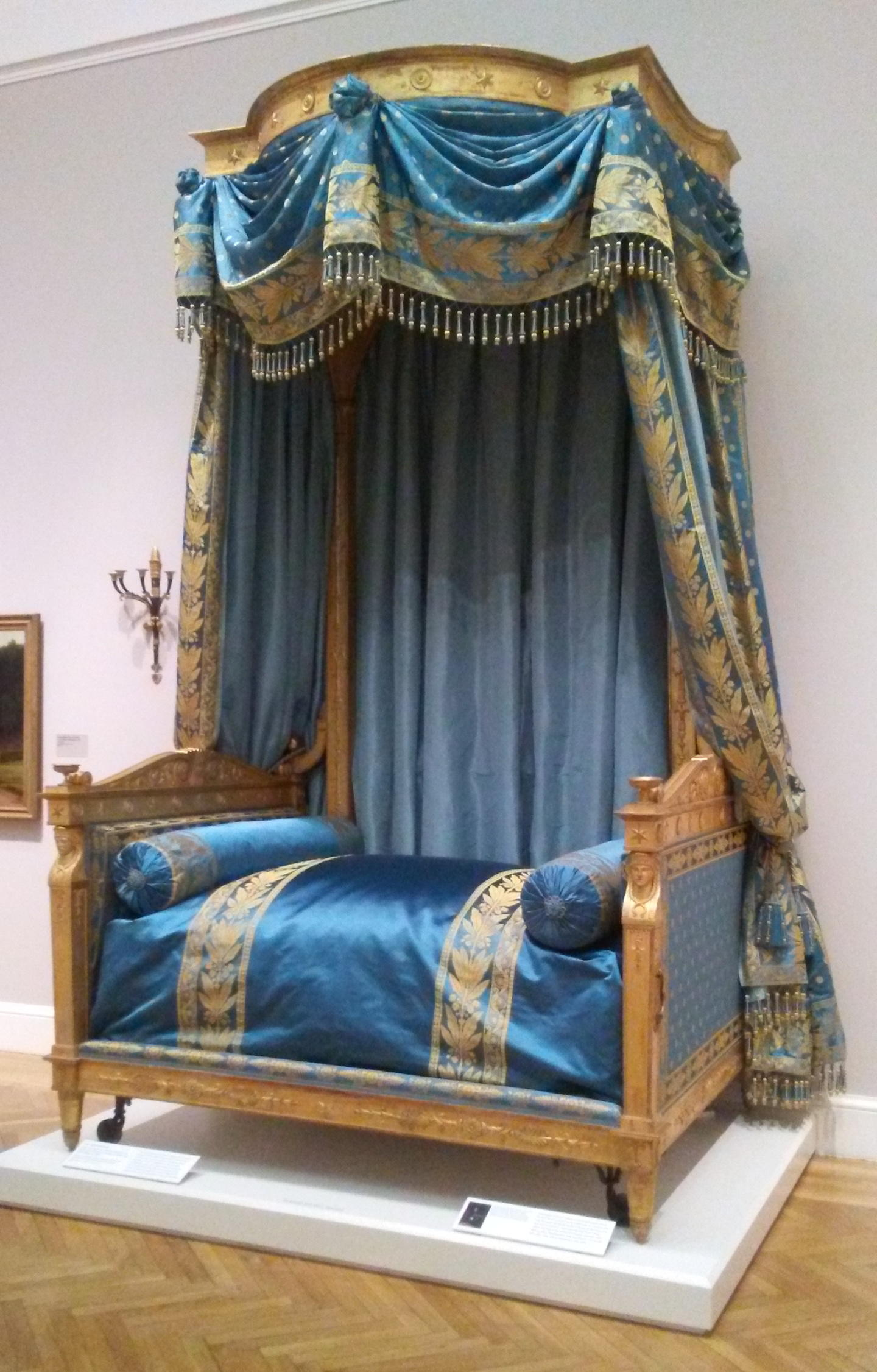
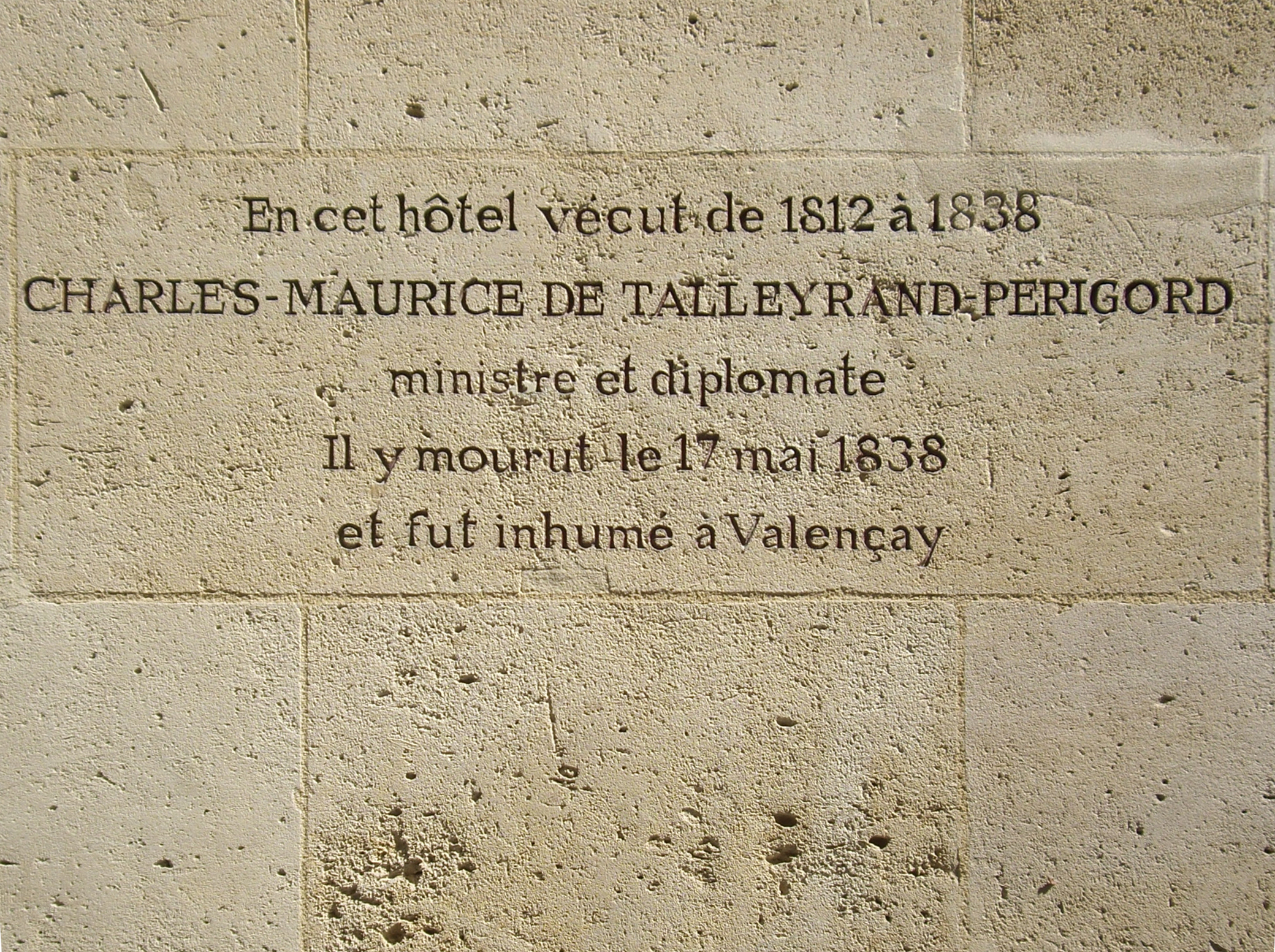
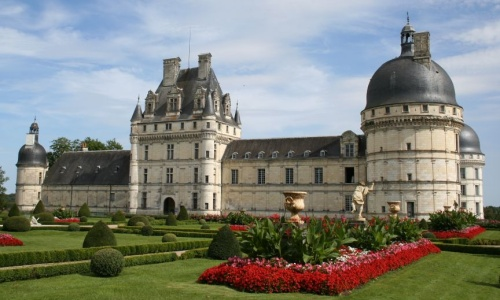

## روابط خارجية
- شارل موريس تاليران على موقع الموسوعة البريطانية (الإنجليزية)
- شارل موريس تاليران على موقع إن إن دي بي (الإنجليزية)
- شارل موريس تاليران على موقع ديسكوغز (الإنجليزية)